# The Fades
The Fades este un serial de televiziune britanic creat în genul horror - dramă supranaturală care este difuzat pe BBC Three și BBC HD. Primele șase episoade au fost difuzate la 21 septembrie 2011. 

## Rezumat
Serialul prezintă un adolescent englez numit Paul Roberts (Iain de Caestecker) care este bântuit de vise apocaliptice pe care nimeni nu le poate explica și care este capabil să vadă în jurul lui spiritele celor morți, spirite numite „The Fades”. Acestea nu pot fi văzute, simțite, auzite sau atinse de către alți oameni: aceste spirite reprezintă ceea ce a mai rămas din unii oameni care au murit, dar nu au fost primiți în Rai.   

## Distribuție
| Nume                                                | Actor                   |
| --------------------------------------------------- | ----------------------- |
| Paul Roberts                                        | Iain de Caestecker      |
| Adolescentul de 17 ani care vede spiritele.         |                         |
|                                                     |                         |
| Michael 'Mac' Armstrong                             | Daniel Kaluuya          |
| Cel mai bun prieten al lui Paul.                    |                         |
|                                                     |                         |
| Neil Valentine                                      | Johnny Harris           |
|                                                     |                         |
|                                                     |                         |
| Sarah Etches                                        | Natalie Dormer          |
|                                                     |                         |
|                                                     |                         |
| Mark Etches                                         | Tom Ellis               |
| Profesorul de istorie al lui Paul, soțul lui Sarah. |                         |
|                                                     |                         |
| Helen                                               | Daniela Nardini         |
|                                                     |                         |
|                                                     |                         |
| Meg                                                 | Claire Rushbrook        |
| Mama lui Paul și a Annei.                           |                         |
|                                                     |                         |
| Anna Roberts                                        | Lily Loveless           |
|                                                     |                         |
|                                                     |                         |
| Jay                                                 | Sophie Wu               |
|                                                     |                         |
|                                                     |                         |
| John                                                | Ian Hanmore/Joe Dempsie |
|                                                     |                         |
|                                                     |                         |
| Natalie                                             | Jenn Murray             |
|                                                     |                         |
|                                                     |                         |
| Steve McEwan                                        | Chris Mason             |
|                                                     |                         |
|                                                     |                         |

## Episoade
| # | Episod       | Regizor          | Scenarist   | Premiera           | Audiența |
| --- | ------------ | ---------------- | ----------- | ------------------ | -------- |
| 1 | „Episodul 1” | Farren Blackburn | Jack Thorne | 21 septembrie 2011 | 870,000  |
| Paul și Mac se află într-un vechi centru comercial abandonat. Paul vede o creatură supranaturală care atacă un bărbat și o femeie. Bărbatul (Neil) mai târziu îl urmărește pe Paul și-i explică că "Fades" sunt cei morți, prinși pe pământ și incapabili să treacă mai departe. Neil suspectează că una dintre aceste ființe posedă o nouă abilitate: poate atinge oamenii. |              |                  |             |                    |          |
| 2 | „Episodul 2” | Farren Blackburn | Jack Thorne | 28 septembrie 2011 | 575,000  |
| Neil îl duce pe Paul să vadă o veche creatură Fade, care-și dă seama de importanța lui Paul în viitoare bătălie pentru soarta pământului. |              |                  |             |                    |          |
| 3 | „Episodul 3” | Farren Blackburn | Jack Thorne | 5 octombrie 2011   | 582,000  |
| Prietenia lui Paul cu Mac și relația sa sentimentală cu Jay sunt pe cale de a se termina. |              |                  |             |                    |          |
| 4 | „Episodul 4” | Tom Shankland    | Jack Thorne | 12 octombrie 2011  | 654,000  |
| 5 | „Episodul 5” | Tom Shankland    | Jack Thorne | 19 octombrie 2011  | TBC      |
| Paul încearcă să afle sensul reînvierii sale în timp ce mai multe creaturi renăscute se infiltrează în oraș. |              |                  |             |                    |          |
| 6 | „Episodul 6” | Tom Shankland    | Jack Thorne | 26 octombrie 2011  | TBC      |
| Se apropie sfârșitul lumii - și singurul care se poate împotrivi este Paul. Este inevitabil. |              |                  |             |                    |          |